# De små tingens gud
De små tingens gud är Arundhati Roys första roman, utgiven 1997. Boken vann Bookerpriset 1997.